# ギューグリンゲン
ギューグリンゲン (ドイツ語: Güglingen, ドイツ語発音: [ˈgyːglɪŋən]) は、ドイツ連邦共和国バーデン＝ヴュルテンベルク州ハイルブロン郡南西部の小都市。

## 地理

### 位置
ギューグリンゲンは、ハイルブロン郡南西部、ツァーバーゴイと呼ばれるツァーバー川の渓谷に位置する。谷の北斜面にはブドウ畑が広がる。

### 隣接する市町村
ギューグリンゲンに隣接する市町村は、西から時計回りに、プファッフェンホーフェン、エッピンゲン、ブラッケンハイム、クレーブロン（以上、いずれもハイルブロン郡）、ザクセンハイム（ルートヴィヒスブルク郡）である。ギューグリンゲンは、プファッフェンホーフェンおよびツァーバーフェルトとともに、ギューグリンゲンに本部を置くオベーレス・ツァーバーゴイ自治体行政連合を形成している。

### 市の構成
ギューグリンゲンは、中核地区とアイベンスバッハ地区およびフラウエンツィンメルン地区からなる。ギューグリンゲンには、ゼクミュール農場およびゾフィーエン農場が含まれる。
ギューグリンゲン市の人口6,124人（2006年末現在）のうち、4,213人がギューグリンゲン地区、982人がアイベンスバッハ地区、929人がフラウエンツィンメルン地区に住んでいる。

## 歴史

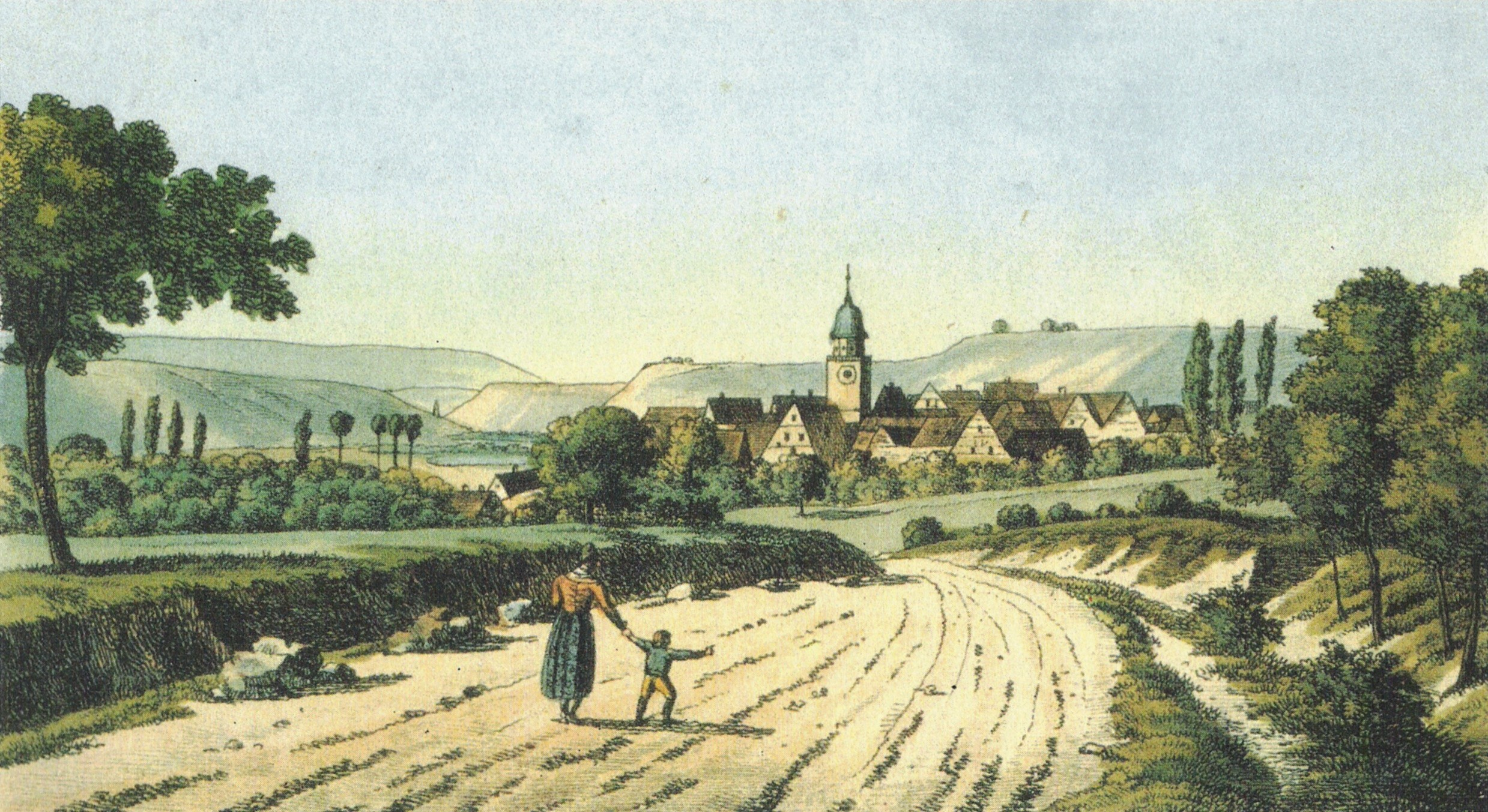
1820年頃のギューグリンゲン

新石器時代、およびケルト時代やローマ時代にはすでにギューグリンゲン周辺地域に人が住んでいた。2002年にギューグリンゲンなどから、2カ所のミスラの聖域が発見、発掘された。これまでの出土品から、ギューグリンゲンには10haほどの広さのローマ人入植地があったと推測されている。
ギューグリンゲンの村は、おそらく4 - 5世紀頃に創設されたと考えられている。1188年の皇帝フリードリヒ1世の文書に、初めて記録が遺されている。この村は、元々ナイフェン家の所領であり、遅くとも1295年には都市権を授けられている。1340年にこの都市は、領土交換によりヴュルテンベルク領となった。1525年のドイツ農民戦争の際、ギューグリンゲンはツァーバーゴイ地方の反乱の中心地となった。1850年頃には何度も火災が起き、甚大な破壊がもたらされた。第二次世界大戦後は、それまでの農業中心から工業化が起き、居住地および工業地として発展した。
アイベンスバッハの歴史はブランケンホルン城と密接に関連している。この城は、村の南に1220年から1235年に建設されたシュタウフェン家の城で、村はその統治下にあった。城は17世紀にはすでに廃墟となっていた。村は1808年までギューグリンゲンの行政管理下にあったが、その後独立した。1975年1月1日にアイベンスバッハはギューグリンゲンと合併し、新たな自治体としてのギューグリンゲンが発足した。
フラウエンツィンメルンは、794年12月19日の文書に、Cimbernとして初めて記録されている。村の名前は、マーゲンハイム家が創設し、1245年から1442年までこの地にあったマリエンタール女性修道院に由来する（フラウエンツィンメルン＝「女性達の場所」）。1971年7月1日に、この村はギューグリンゲンと合併した。

### 宗教
ギューグリンゲン、フラウエンツィンメルン、アイベンスバッハには、それぞれプロテスタントの教会組織が存在している。これらはいずれもブラッケンハイム教区に属す。カトリックの教会組織である聖三位一体教会ギューグリンゲンは、ギューグリンゲンおよびその市区、ならびにクレーブロン、プファッフェンホーフェン、ツァーバーフェルトを管轄している。ギューグリンゲンには、この他に、メソジスト教会、新使徒教会、および Gemeinde Gottesといった組織がある。また、ギューグリンゲンにはモスクもある。

## 行政

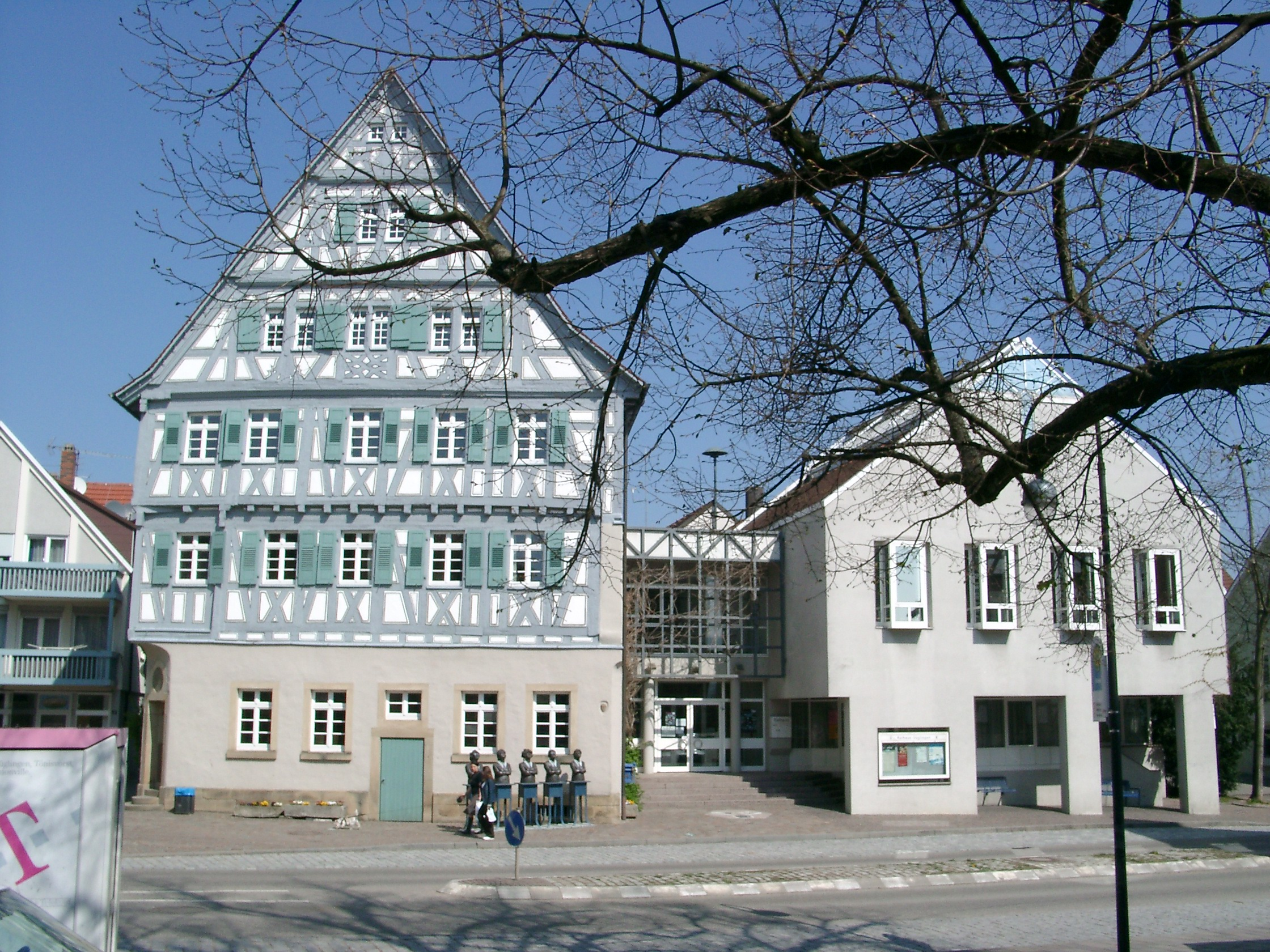
ギューグリンゲンの市庁舎

### 市議会
ギューグリンゲンの市議会は、20人の議員からなる。議会には、これに議長を務める市長が加わる。

### 紋章と旗
図柄: 赤地に銀の頭巾(Gugel)。市の色は、白 - 青である。
頭巾（グーゲル）は、地名ギューグリンゲンの語呂合わせで、1359年の印章に使われ、1731年に建造されたマルクト広場の泉に刻まれ、また1684年の森林管理記録にも記録されている。紋章の色は1575年から変わっていないことが証明されている。ただし、1933年に青地に銀色のものが存在する。おそらく、この色合いが旗の色である白 - 青の由来であろう。1975年にアイベンスバッハ、フラウエンツィンメルンが合併した新しい自治体としてのギューグリンゲンが発足した際も紋章と旗はそのまま存続した。両者は、1976年3月11日にハイルブロン郡の認可を得た。

### 友好都市
- オーノー（フランス、ウール＝エ＝ロワール県）2007年4月28日
- ドーキング（イギリス、サリー州）2007年7月21日

## 文化と見所
アイベンスバッハ地区のすぐ南に接して、シュトロムベルク＝ホイヒェルベルク自然公園に属す森の豊かなシュトロムベルクがある。

### 博物館

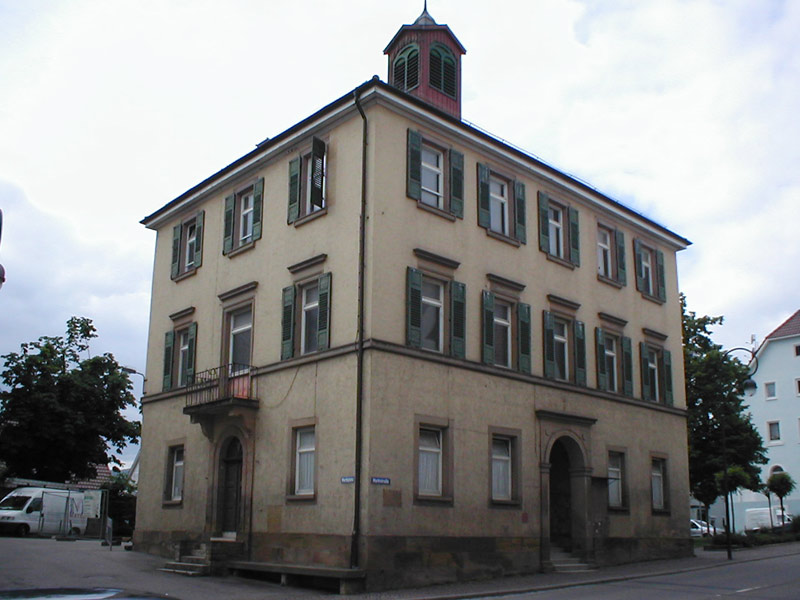
旧市庁舎

ギューグリンゲンの旧市庁舎は、最近の発掘で得られたローマ時代の出土品を展示するローマ博物館に改装されることとなった。2007年1月に工事が開始され、2007年から2008年の年が変わることに完成・開館の予定である（2007年5月現在）。

### 建築

#### ギューグリンゲン
- ギューグリンゲンのマウリティウス教会は、1241年に最初の記録が遺されている教会で、18世紀に建て直されたが、1848年の大火で焼失し、1850年に再建された。東塔は、後期ゴシック時代にその起源があり、階段塔はルネサンス時代に遡る。教会は、1970年頃にギューグリンゲンの建築家ハインツ・ラルによって近代化され、その妻ウルズラ・シュトックとの共同作業による近代化と芸術作品がギューグリンゲンの中心部の風景を創り出している。この教会の近くには、1850年頃に建設された牧師館がある。
- 旧行政庁舎は、1592年の木組み建築で、市庁舎として用いられた。大火の後で教会の近くに旧市庁舎が建設された後、1850年に修復され、美術館として用いられている。
- ドイツ農場は、1570年頃にヴュルテンベルク公ルートヴィヒが建設したものである。建物のうち、現在では公爵のブドウ搾り所（ワイン製造所）、バントハウスおよび十分の一税倉庫が保存されている。これらの建築は、1980年頃に大規模な修復が行われた。現在は、公爵のブドウ搾り所はホテルに、十分の一税倉庫は銀行に利用されている。
- シュタインハウスは、1349年にすでに記録されている貴族の館で、その後代官所として用いられ、1444年から1474年には修道院の保護施設として利用された。1571年には市の牧師が管轄する救済所となりヘルファーハウスと呼ばれた。この建物の一角には1581年建造部分が遺されている。
- マルクトブルンネン（市場の泉）は1568年に建造され、1787年に再建された。
- 墓地の近くにある聖レオンハルト礼拝堂は1443年に献堂され、1579年に再建された。

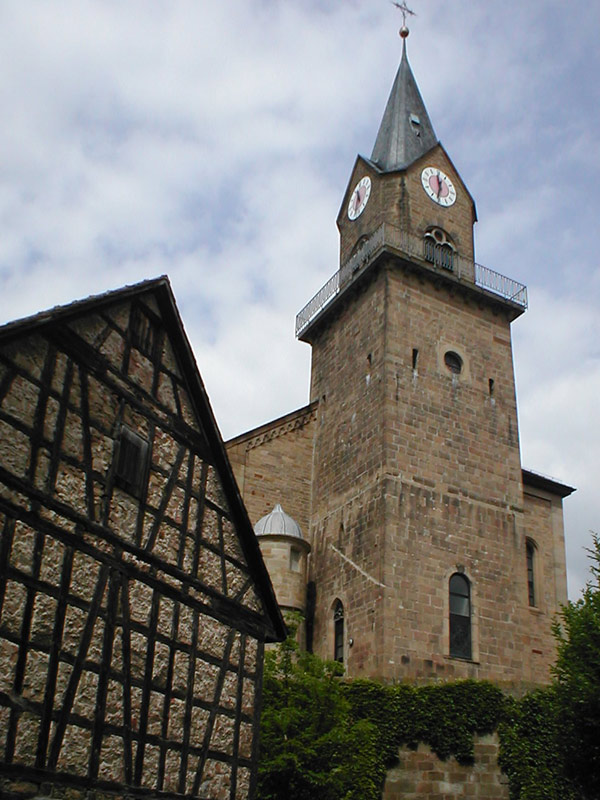
聖マウリティウス教会
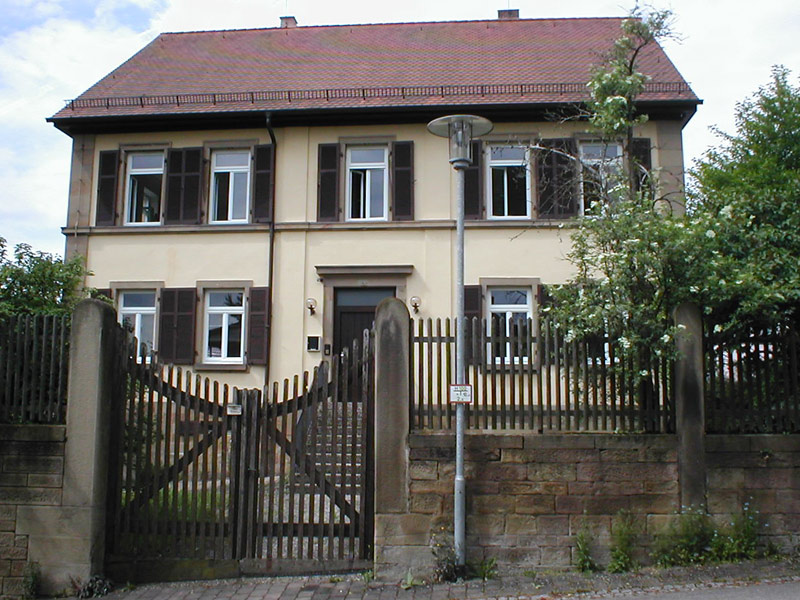
牧師館
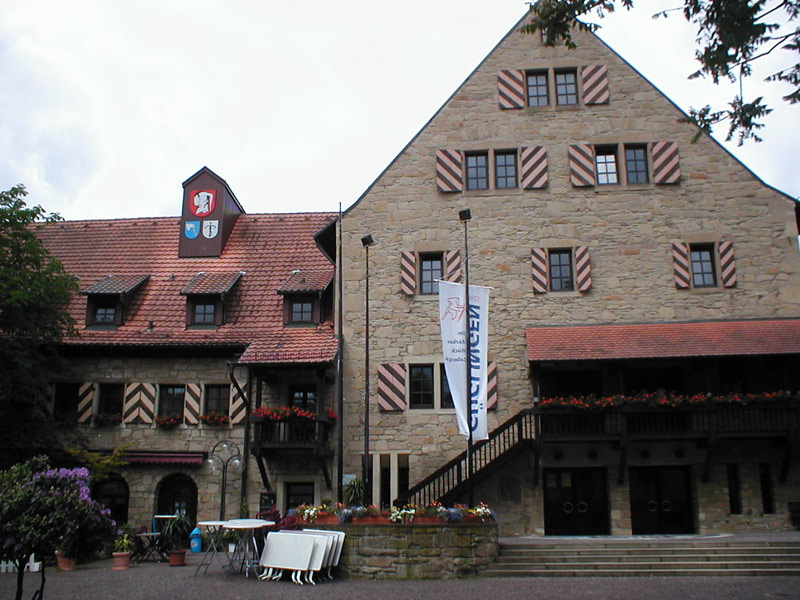
公爵のブドウ搾り所とバントハウス
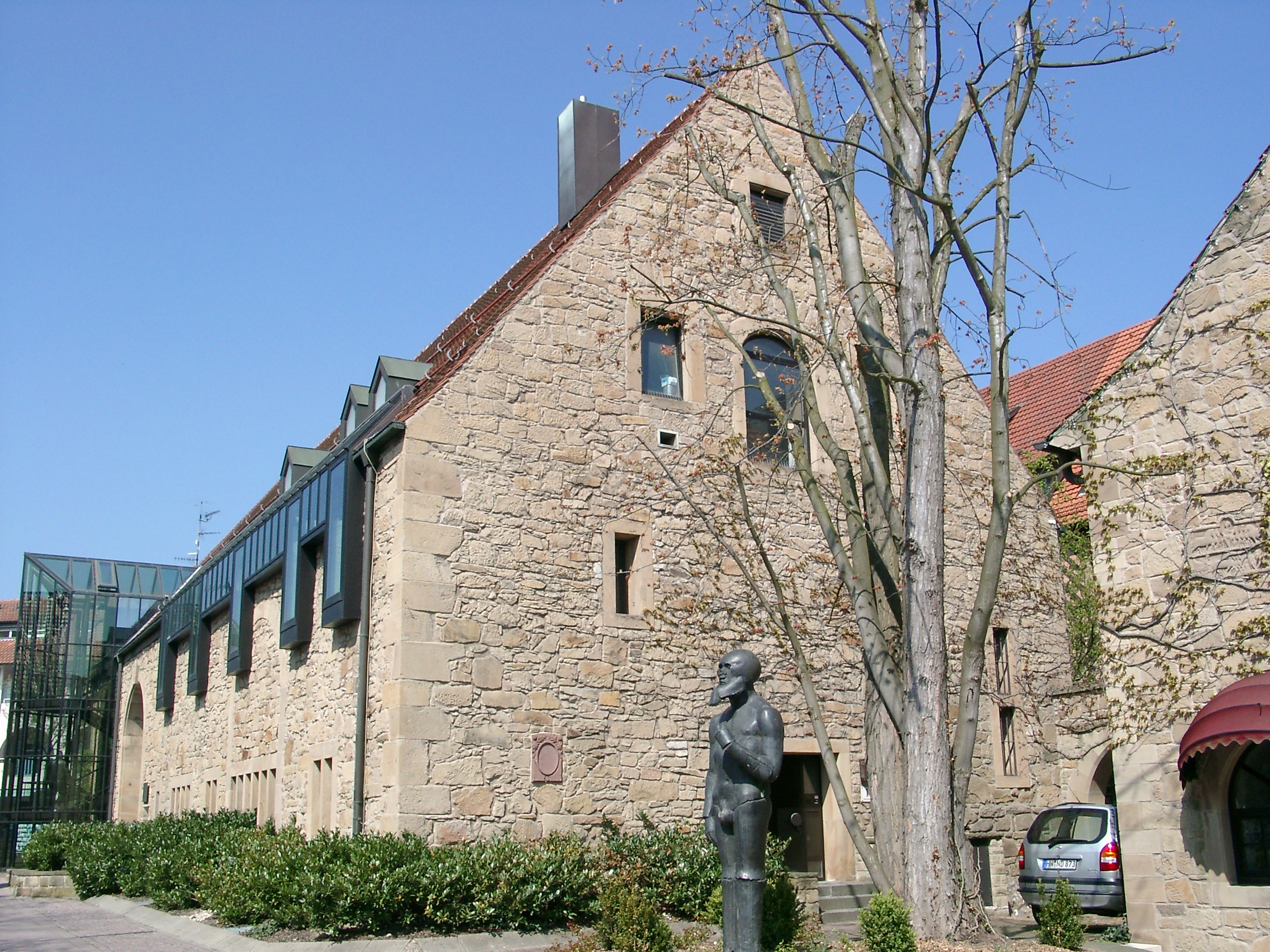
十分の一税倉庫
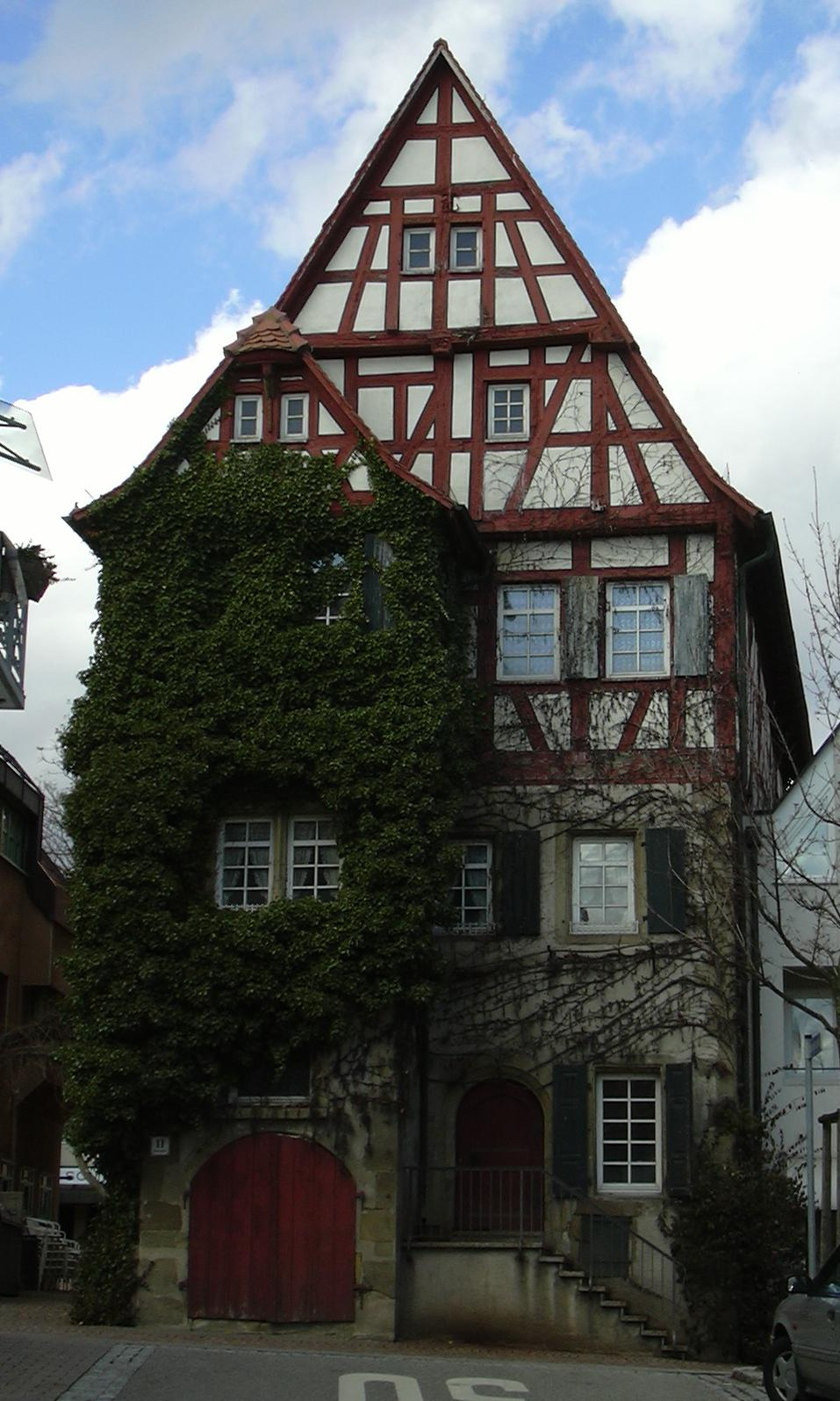
シュタインハウス
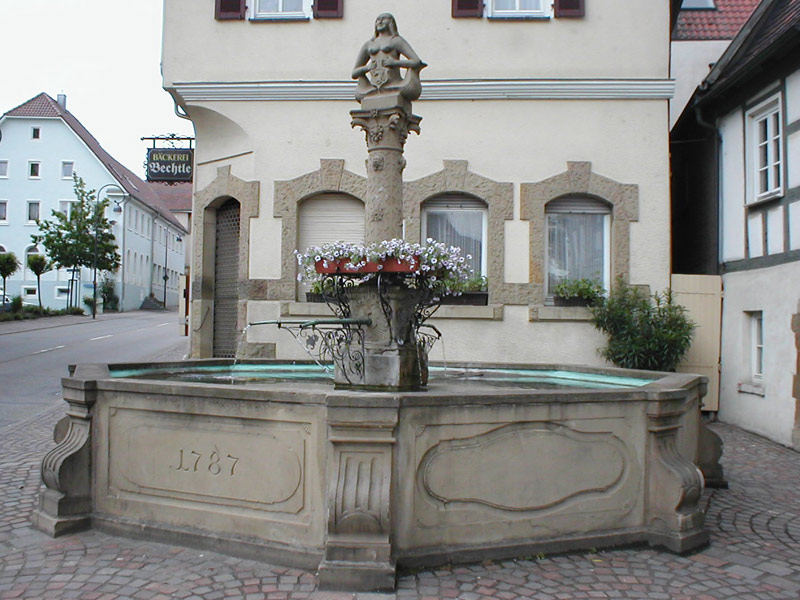
市場の泉
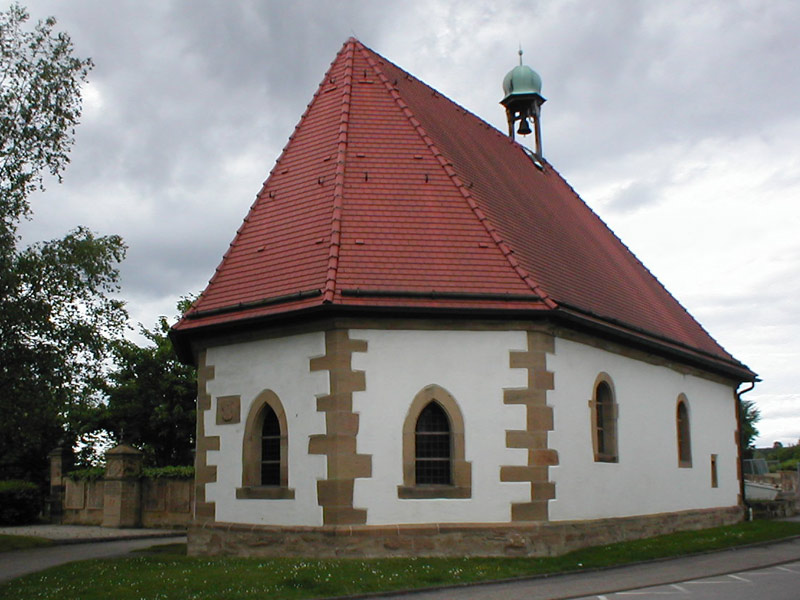
聖レオンハルト礼拝堂

ギューグリンゲンでは、公共施設の周りに多くの像や芸術オブジェクトが展示されている。ドイツ農場のWeinbrunnen（ワインの泉）とマルクト広場のVier Jahreszeiten（四季）の像は、ウルズラ・シュトックにより製作された。ドイツ農場には、この他に、ヴォルフガング・クノル作 Wassertiere（水の動物、1985年）やイェルゲン・ゲッツ作 Güglinger Bacchus（ギューグリンゲンのバッカス、1985年）がある。十分の一税倉庫前には、リヒャルト・ヘス作 Der Wächter（監視者、1980年）およびグンター・シュトリンク作 Güglinger Sphinx（ギューグリンゲンのスフィンクス、1983年）がある。また、9. Längengrad（経度9度）は、まさにその位置の地面に鋼を埋め込み経線を示している。この他に、ギューグリンゲンには、グイド・メッサー、オットマール・モーリンク、ヴォルフガング・ティールらの作品が設置されている。

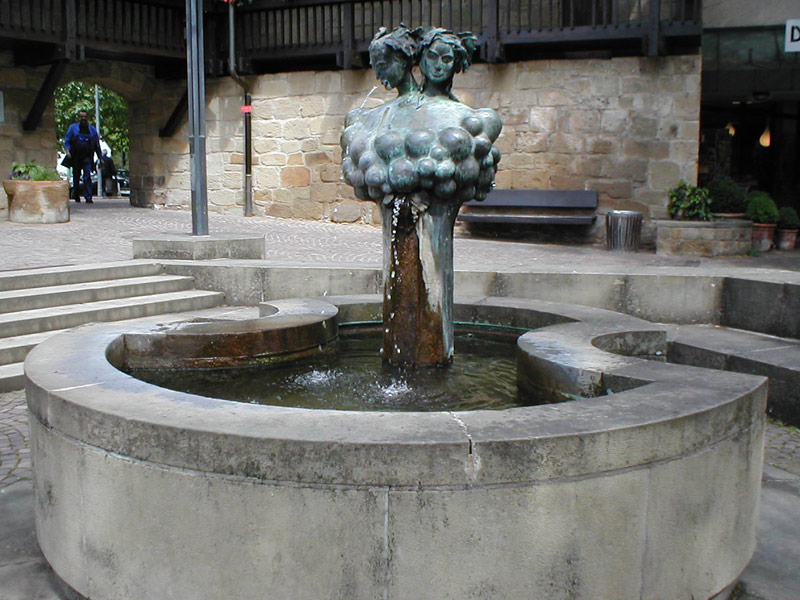
ワインの泉
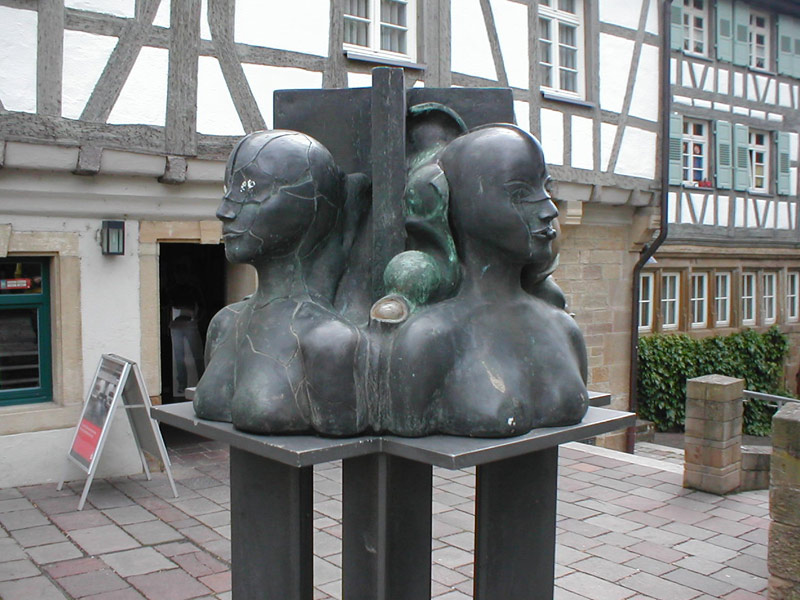
四季
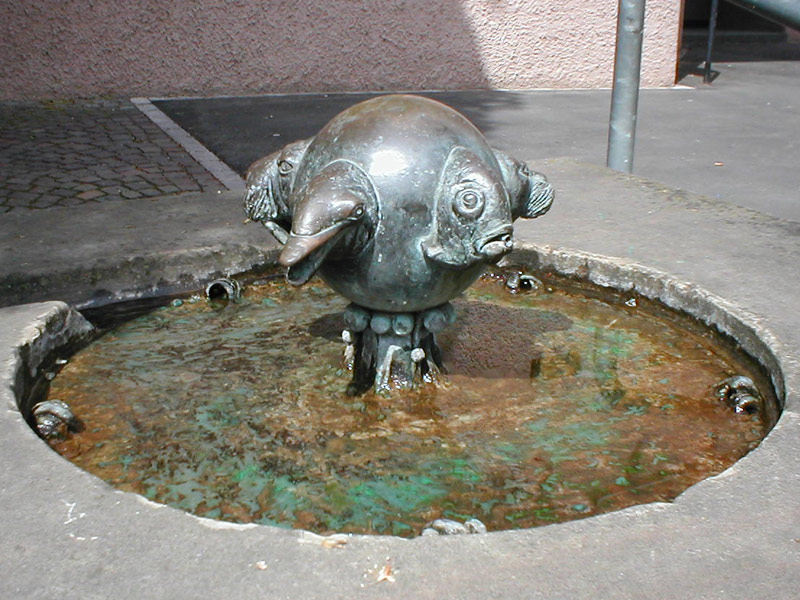
水の動物
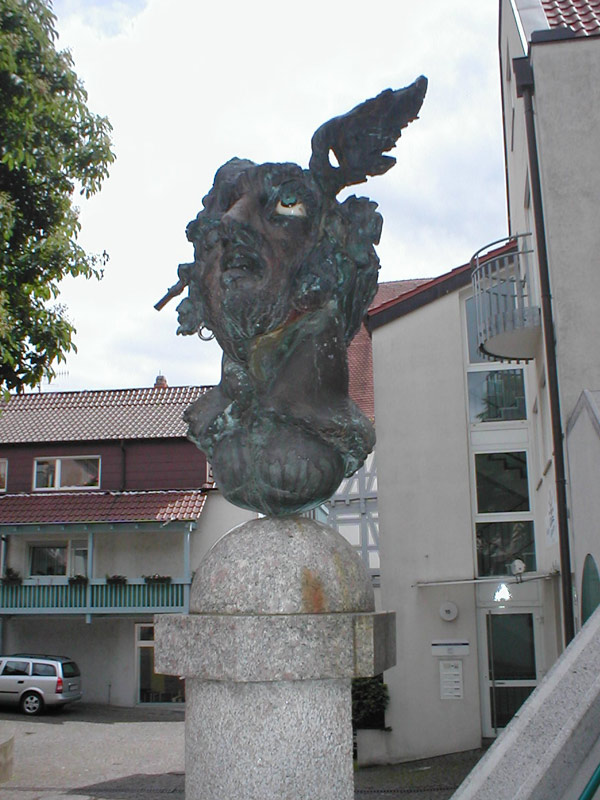
ギューグリンゲンのバッカス
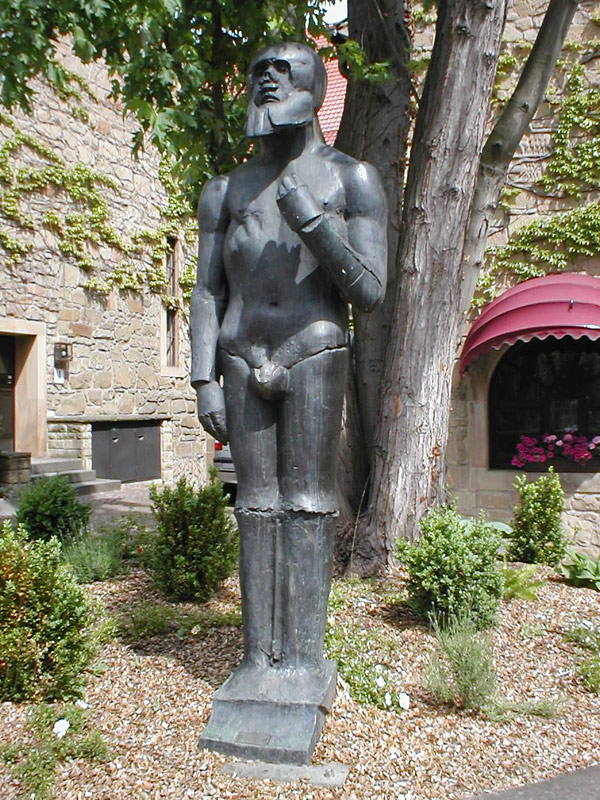
監視者
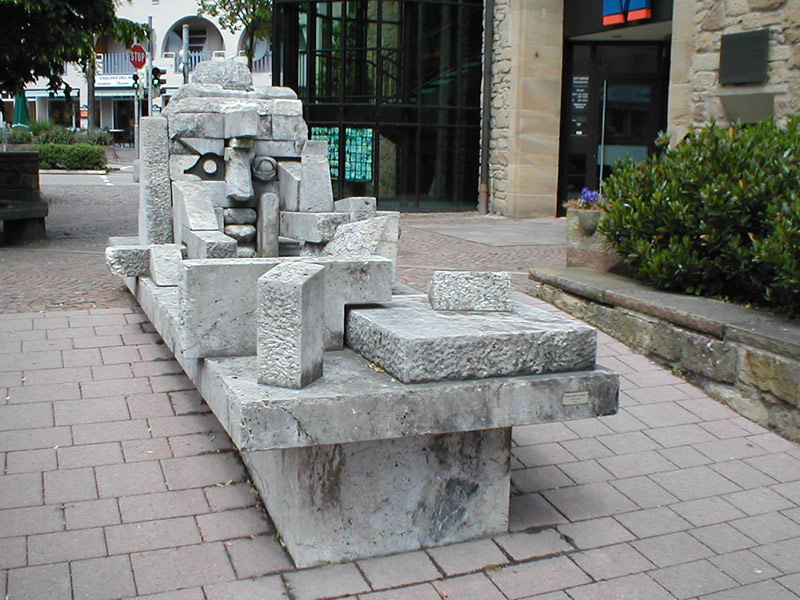
ギューグリンゲンのスフィンクス
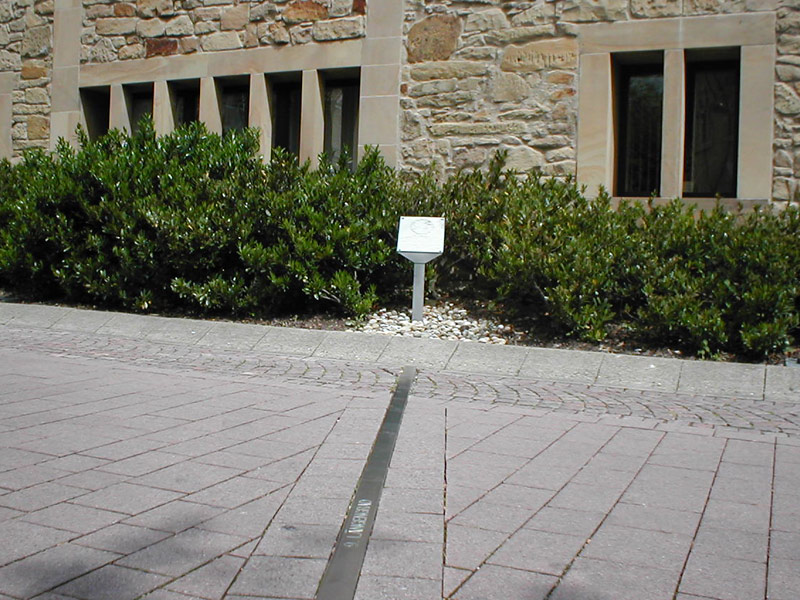
経度9度
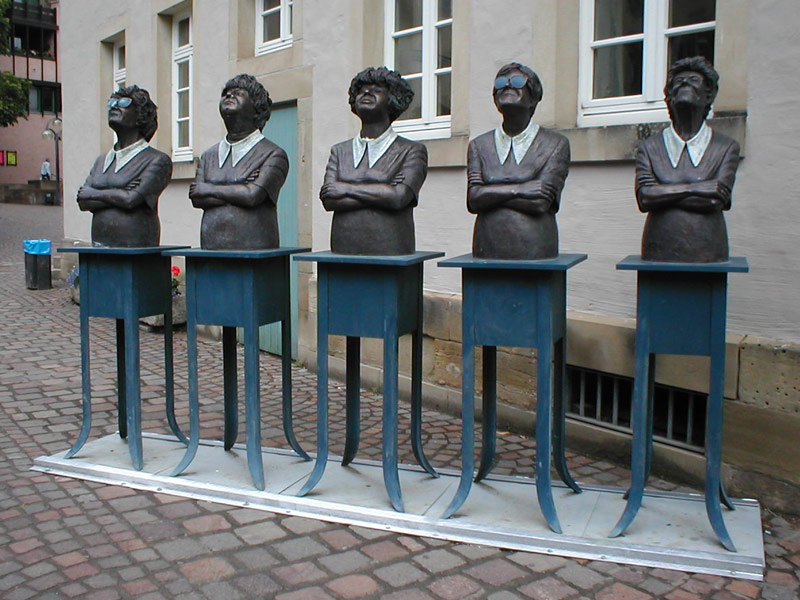
市庁舎近くの像

#### アイベンスバッハ
アイベンスバッハの高台、ブランケンホルン山頂の標高390mの場所にブランケンホルン城趾がある。この城は、1220年から1235年頃に築かれ、1241年に初めて文献に登場するシュタウフェン家の城である。アイベンスバッハのマリエン教会は、14世紀に創設された。

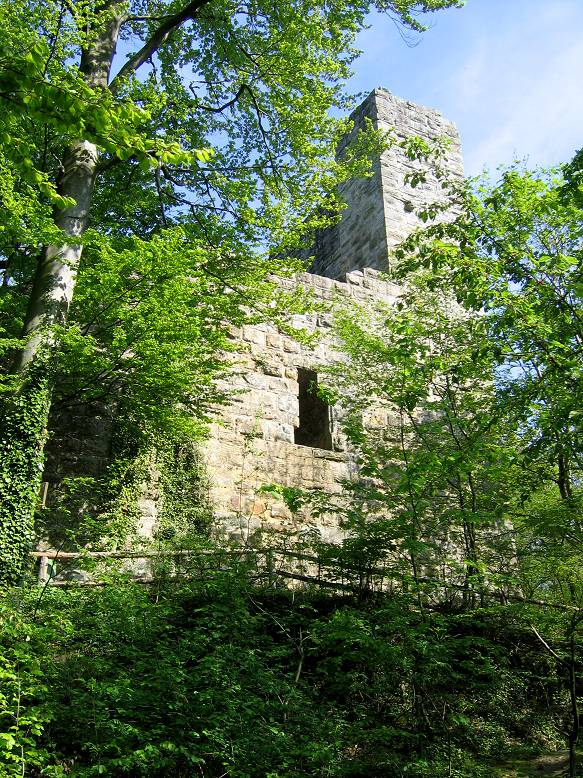
ブランケンホルン城趾
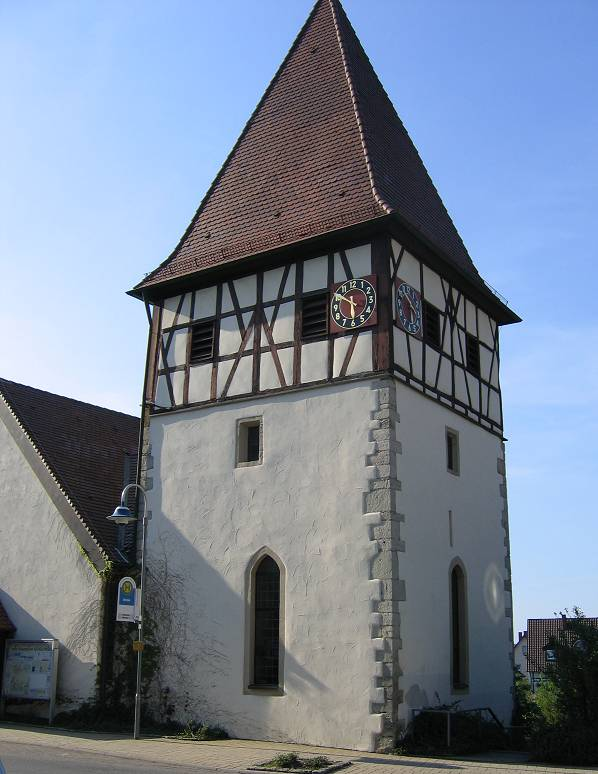
アイベンスバッハの教会

#### フラウエンツィンメルン
フラウエンツィンメルンのマルティンス教会は12世から13世紀の変わり目頃に建設された。フラウエンツィンメルンには、この他に、公爵家の廷吏イェルク・エンツベルガーが16世紀に建設した建物が3棟遺されている。1573年の木組み建築の倉庫、1588年の出窓の館、1595年のコウノトリの館である。1606年作のエンツベルガーの墓碑がマルティンス教会に遺されている。

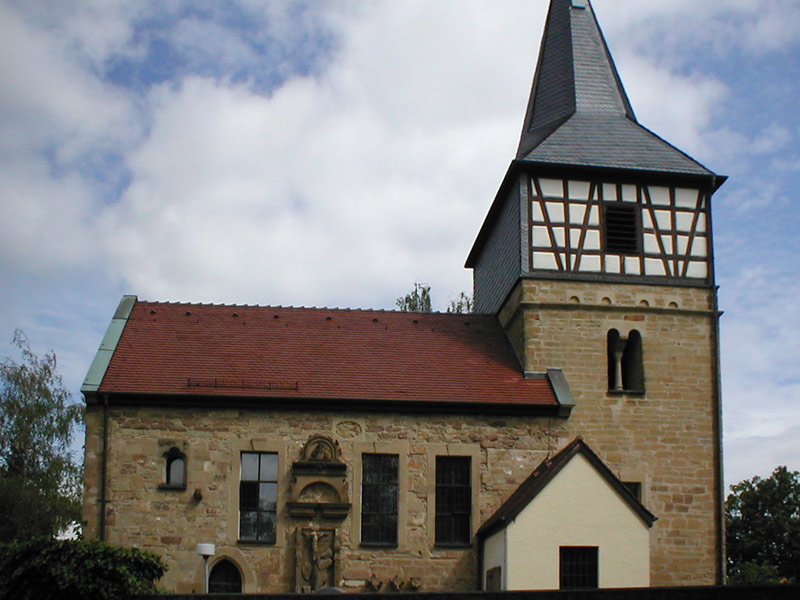
マルティンス教会
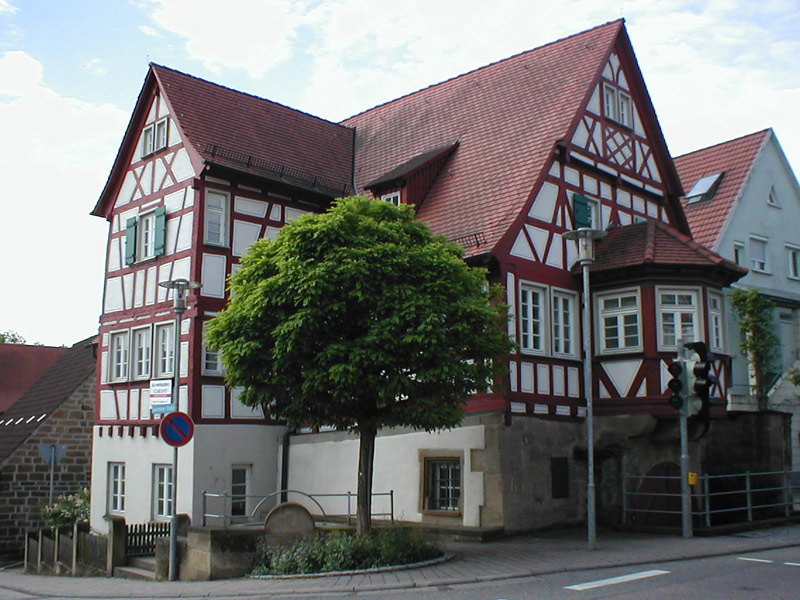
出窓の館
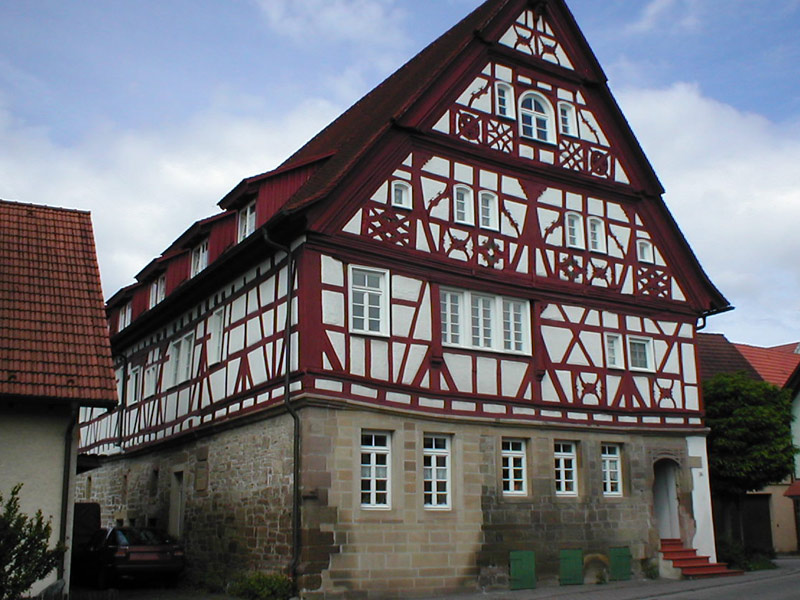
コウノトリの館
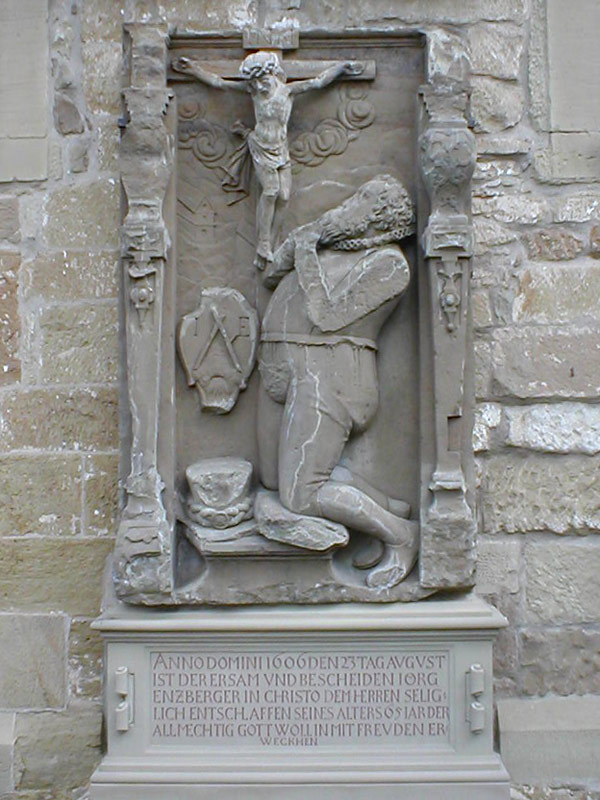
エンツベルガーの墓碑

### スポーツと余暇
ギューグリンゲンには屋外プールがある。

## 経済と社会資本
バーデン＝ヴュルテンベルク州統計局は、1998年にギューグリンゲンを、バーデン＝ヴュルテンベルク州で最も高い購買力を有する街と評価した。

### 交通
ギューグリンゲンは、渓谷に沿って走る州道1103号線（ハイルブロンナー通り/マルクト通り/マウルブロンナー通り）と、南はファイヒンゲン・アン・デア・エンツへ（アイベンスバッヒャー通り）、北はエッピンゲンへ（クラインゲルタヒャー通り）通じる州道L1110号線が交わる地点にある。
ツァーバーゴイ鉄道（現在は休業中）は、中核地区を通っていた。

### 地元企業
ギューグリンゲン中心部には、世界的に活動している測定器具、標準器具、環境保護のための暖房監視器具の製造業者である AFRISO-EURO-INDEX GmbHがある。これに次いで重要な雇用主は、ドイツに本社をおき、オーストリア支店をもつ Weber-Hydraulik GmbH社である。
アイベンスバッハには、世界最大の建築足場製造者であるWeber-Hydraulik GmbH & Co. KG.の本社がある。
フラウエンツィンメルンには、Lägler GmbHがある。この会社の床磨き機は世界中で使われている。この会社は、従業員数50名ほどで、世界中に床磨き機を供給している。
フラウツィンメルンには、ROTEX Heating Systems GmbHは、暖房システムの生産者である。ROTEXには、約330人の職員が働いている。

### メディア
ギューグリンゲンでのできごとは、Heilbronner Stimmeの南西部版 (SW)に掲載される。

### 公共機関
ギューグリンゲンには、公証人役場がある。

## 人物

### 出身者
- ヨハンナ・クリスティアーナ・ヘイン（1748年 - 1828年）フリードリヒ・ヘルダーリンの母親
- ジクスト・カール・フォン・カプフ（1805年 - 1979年）プロテスタント神学者
- カール・ベンヤミン・クルンツィンガー（1834年 - 1914年）熱帯病医、動物学者
- カール・ハイム（1874年 - 1958年）神学者